# Ty Wishart
Tyler „Ty“ Wishart (* 19. Mai 1988 in Comox, British Columbia) ist ein kanadischer Eishockeyspieler, der seit Mai 2022 bei den Melbourne Mustangs aus der Australian Ice Hockey League (AIHL) unter Vertrag steht und dort auf der Position des Verteidigers spielt. Zuvor absolvierte Wishart unter anderem 26 Spiele für die Tampa Bay Lightning und New York Islanders in der National Hockey League (NHL).

## Karriere
Wishart spielte zunächst für die Comox Valley Midgets in einer unterklassigen kanadischen Juniorenliga in British Columbia, bevor der Verteidiger ab der Spielzeit 2004/05 für die Prince George Cougars in der Western Hockey League (WHL) auf dem Eis stand, bei denen er in seiner ersten Saison acht Punkte sammelte. In der Spielzeit 2005/06 gelang es Wishart seine Offensivproduktion mit 37 Punkten mehr als zu vervierfachen. Im Sommer 2006 wurde er im NHL Entry Draft 2006 von den San Jose Sharks aus der National Hockey League (NHL) in der ersten Runde an 16. Position ausgewählt. Während der Saison 2006/07 spielte er bei den Cougars gemeinsam mit Devin Setoguchi, dem Erstrunden-Pick der Sharks aus dem Vorjahr. Nach Abschluss seiner dritten regulären WHL-Saison unterzeichnete er Ende März 2007 seinen ersten Profivertrag bei den San Jose Sharks, ehe er für die kanadische U20-Nationalmannschaft an der Super Series 2007 im August und September teilnahm. Im Trainingscamp der Sharks, das im Anschluss an die Super Series stattfand, konnte sich Wishart nicht durchsetzen und wurde zunächst wieder zu seinem Juniorenteam geschickt. Dort spielte er in der ersten Saisonhälfte seine bis dahin erfolgreichste Saison, obwohl er nicht für den Kader der Nationalmannschaft für die U20-Junioren-Weltmeisterschaft 2008 berücksichtigt wurde. Anfang Januar 2008 wurde er innerhalb der WHL zu den Moose Jaw Warriors transferiert. Er schloss die Saison mit persönlichen Bestwerten in den Kategorien Punkte, Tore und Assists ab und war zudem mit 67 Punkten der punktbeste Verteidiger der gesamten Liga.
Nach dem Ausscheiden der Warriors aus den Playoffs wurde Wishart zu den Worcester Sharks, dem Farmteam der San Jose Sharks, in die American Hockey League (AHL) beordert und gab dort sein Debüt bei den Profis. Bevor Wishart jedoch sein erstes Spiel für das NHL-Team der Sharks bestreiten konnte, wurde er im Juli 2008 im Zuge eines Transfergeschäftes gemeinsam mit Matthew Carle sowie zwei Draft-Wahlrechten für Dan Boyle und Brad Lukowich zu den Tampa Bay Lightning abgegeben. Dort wurde er in der Folge im AHL-Farmteam der Lightning, den Norfolk Admirals, eingesetzt. Zum Jahresbeginn 2009 wurde der Verteidiger schließlich erstmals in den Kader der Lightning berufen und gab sein NHL-Debüt. Jedoch blieb dem Kanadier der Durchbruch bei den Bolts verwehrt, sodass er in den folgenden zwei Spieljahren ausschließlich im AHL-Farmteam bei den Norfolk Admirals zum Einsatz kam. Zum Jahresbeginn 2011 transferierten ihn die Tampa Bay Lightning im Austausch für Torwart Dwayne Roloson zu den New York Islanders.
Nach zwei Jahren bei den Bridgeport Sound Tigers wechselte er Ende August 2013 zum Aufsteiger Schwenninger Wild Wings in die Deutsche Eishockey Liga (DEL), wo Wishart einen Einjahresvertrag unterschrieb. Im Laufe der Saison einigten sich die Wild Wings mit Wishart über eine Verlängerung des Kontrakts, der Spieler bat allerdings unmittelbar vor Beginn seines zweiten Vertragsjahres aus persönlichen Gründen um eine sofortige Vertragsauflösung. Schwenningen kam diesem Wunsch nach und Wishart kehrte nach Nordamerika zurück. Nach mehrmonatiger privater Auszeit nahm er schließlich an einem Trainingslager der Binghamton Senators teil. Dort erhielt er jedoch keinen Vertrag und spielte daher anschließend für die Evansville IceMen in der ECHL. Nach 14 Einsätzen wechselte Wishart zu Mora IK in die zweitklassige schwedische HockeyAllsvenskan. Sein Vertrag wurde nach Ablauf nicht verlängert.
Ab Oktober 2015 stand Wishart bei den Eispiraten Crimmitschau aus der DEL2 unter Vertrag. Es folgte ein einjähriges Engagement beim slowakischen Klub HC 05 Banská Bystrica, mit dem er die slowakische Meisterschaft gewann, gefolgt von knapp zwei Jahren beim tschechischen Erstligisten HC Dynamo Pardubice. Zwischen Januar und April 2019 spielte der Kanadier beim ungarischen Klub Fehérvár AV19 aus der Erste Bank Eishockey Liga (EBEL). Anschließend kehrte er zu den Eispiraten Crimmitschau zurück, spielte dort eine Saison und wechselte danach zum rumänischen Verein HSC Csíkszereda in die multinationale Erste Liga. Mit den Rumänen gewann er im Frühjahr 2021 die Meisterschaft der Liga. Im Oktober desselben Jahres schloss sich Wishart abermals den Eispiraten Crimmitschau an.
Von dort wechselte der Abwehrspieler im Mai 2022 zu den Melbourne Mustangs in die Australian Ice Hockey League (AIHL), wo er umgehend in den im April aufgenommenen Spielbetrieb einstieg. Seine erste Saison in Australien schloss er – ebenso wie das folgende Spieljahr – als bester Verteidiger der Liga ab, der zugleich die meisten Scorerpunkte auf seiner Position gesammelt hatte. Dabei fungierte er im Verlauf der Saison 2023 parallel als Assistenztrainer und Director of Hockey Operations der Organisation. Mit der Spielzeit 2024 ging der Kanadier in seine dritte AIHL-Saison.

## Erfolge und Auszeichnungen
| - 2006 Teilnahme am CHL Top Prospects Game - 2007 WHL West Second All-Star Team - 2008 WHL East Second All-Star Team - 2017 Slowakischer Meister mit dem HC 05 Banská Bystrica | - 2021 Meister der Ersten Liga mit dem HSC Csíkszereda - 2022 AIHL Best Defenseman - 2023 AIHL Best Defenseman |

## Karrierestatistik
Stand: Ende der Saison 2023/24

### International
Vertrat Kanada bei:
- U18-Junioren-Weltmeisterschaft 2006
- Super Series 2007

(Legende zur Spielerstatistik: Sp oder GP = absolvierte Spiele; T oder G = erzielte Tore; V oder A = erzielte Assists; Pkt oder Pts = erzielte Scorerpunkte; SM oder PIM = erhaltene Strafminuten; +/− = Plus/Minus-Bilanz; PP = erzielte Überzahltore; SH = erzielte Unterzahltore; GW = erzielte Siegtore; 1 Play-downs/Relegation; Kursiv: Statistik nicht vollständig)